# Botumirim
Botumirim is een gemeente in de Braziliaanse deelstaat Minas Gerais. De gemeente telt 6.550 inwoners (schatting 2009).

## Aangrenzende gemeenten
De gemeente grenst aan Bocaiuva, Cristália, Grão Mogol, Itacambira, José Gonçalves de Minas, Leme do Prado en Turmalina.